# John Muldoon (calciatore)
John Patrick Joseph Muldoon (Bebington, 21 novembre 1964) è un ex calciatore inglese, di ruolo centrocampista.

## Carriera
Mouldoon esordisce tra i professionisti nel 1982, all'età di 17 anni, con i gallesi del Wrexham, militanti nella terza divisione inglese, nel cui settore giovanile aveva giocato fino alla stagione precedente; rimane poi al club anche dopo la retrocessione in quarta divisione subita nella stagione successiva. Nella stagione 1983-1984 il Wrexham perde tra l'altro la finale di Coppa del Galles contro gli inglesi dello Shrewsbury Town, qualificandosi così per la Coppa delle Coppe 1984-1985 (lo Shrewsbury Town non poteva infatti rappresentare la Federazione gallese nelle competizioni UEFA, essendo un club inglese). Nel corso del torneo i Red Dragons eliminano tra l'altro nei sedicesimi di finale i portoghesi del Porto, con un gol decisivo all'opera proprio di Mouldoon, che gioca tutte e 4 le partite disputate dal Wrexham nel corso del torneo (dopo l'eliminazione del Porto, il club gallese venne sconfitto dagli italiani della Roma con un punteggio aggregato di 3-0 negli ottavi di finale). Continua poi a giocare nel Wrexham fino al termine della stagione 1985-1986, per un totale di 83 presenze ed 11 reti in partite di campionato (che sono anche le sue uniche in carriera nei campionati della Football League); in quest'ultima stagione vince anche una Coppa del Galles. Considerando tutte le competizioni ufficiali, ha segnato 16 reti in 119 presenze con i Red Dragons.
Nell'estate del 1986 ha giocato per un breve periodo nella terza divisione finlandese al IFK Mariehamn; successivamente è tornato in patria, trascorrendo la stagione 1986-1987 con i semiprofessionisti gallesi dell'Oswestry Town; l'anno seguente ha invece giocato con i semiprofessionisti inglesi del Morecambe. Nella stagione 1988-1989 ha invece vestito le maglie di Mold Alexandra e Colne Dynamoes. Successivamente ha trascorso la stagione 1989-1990 con i gallesi del Bangor City (con cui ha segnato 7 reti in Northern Premier League, uno dei campionati che costituivano la sesta divisione inglese), mentre nella stagione 1990-1991 ha giocato nei gallesi del Newtown. Negli anni seguenti ha continuato a giocare con vari club gallesi: in particolare ha vestito le maglie di Llansantffraid, Llandudno e Gresford Athletic (con quest'ultimo club ha anche giocato nella prima divisione gallese).

## Palmarès

### Club

#### Competizioni nazionali
- Coppa del Galles: 1

Wrexham: 1985-1986